# 希爾賽德 (伊利諾伊州)
希爾賽德（英語：Hillside）是位於美國伊利諾伊州庫克縣的一個村落。

## 地理
希爾賽德的座標為41°52′29″N 87°54′01″W / 41.87472°N 87.90028°W，而該地最高點為海拔高度200米（即656英尺）。

## 人口
根據2010年美國人口普查的數據，希爾賽德的面積為8.24平方千米，當中陸地面積為8.24平方千米，而水域面積為0.00平方千米。當地共有人口8157人，而人口密度為每平方千米989人。